# Цвикли
Цви́кли (укр. цвіклі), или цви́кла (пол. ćwikła, словац. cvikla) — острое блюдо польской и украинской кухни.
Готовится из варёной столовой свёклы, хрена и пряностей (сахар, соль, лимонный сок, тмин, иногда винныe яблоки, красное сухое вино, уксус, гвоздика и петрушка).
Первый польский рецепт цвикли описал в своей книге «Żywot człowieka poczciwego» («Жизнь Честного Человека») 1567 года писатель Миколай Рей.
Существует мнение, что это блюдо принесли в галицкую кухню евреи, потому что евреям запрещено смешивать мясные и молочные блюда, а в Европе большинство мясных соусов с хреном заправляли сметаной.
Подаётся к колбасам, ветчине, студню, блюдам из мяса или рыбы.
Иногда добавляют сметану.